# Hot Spring County
Hot Spring County is een county in de Amerikaanse staat Arkansas.
De county heeft een landoppervlakte van 1.593 km² en telt 30.353 inwoners (volkstelling 2000). De hoofdplaats is Malvern.